# Anse La Verdue
Anse La Verdue es una localidad de Santa Lucía, que forma parte del distrito de Canaries.